# Portage Lake (Maine)
Portage Lake es un pueblo ubicado en el condado de Aroostook en el estado estadounidense de Maine. En el Censo de 2010 tenía una población de 391 habitantes y una densidad poblacional de 4,37 personas por km².

## Geografía
Portage Lake se encuentra ubicado en las coordenadas 46°47′13″N 68°29′34″O / 46.78694, -68.49278. Según la Oficina del Censo de los Estados Unidos, Portage Lake tiene una superficie total de 89.5 km², de la cual 79.71 km² corresponden a tierra firme y (10.95%) 9.8 km² es agua.

## Demografía
Según el censo de 2010, había 391 personas residiendo en Portage Lake. La densidad de población era de 4,37 hab./km². De los 391 habitantes, Portage Lake estaba compuesto por el 95.91% blancos, el 0.26% eran afroamericanos, el 1.02% eran amerindios, el 0% eran asiáticos, el 0% eran isleños del Pacífico, el 0% eran de otras razas y el 2.81% pertenecían a dos o más razas. Del total de la población el 0% eran hispanos o latinos de cualquier raza.